# Listă a descoperirilor și invențiilor datorate hazardului

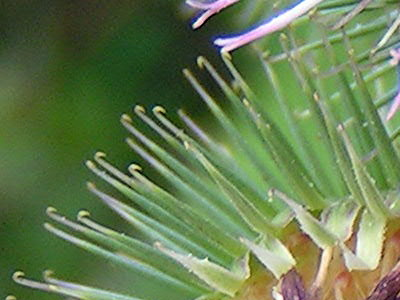
1941. Velcro.

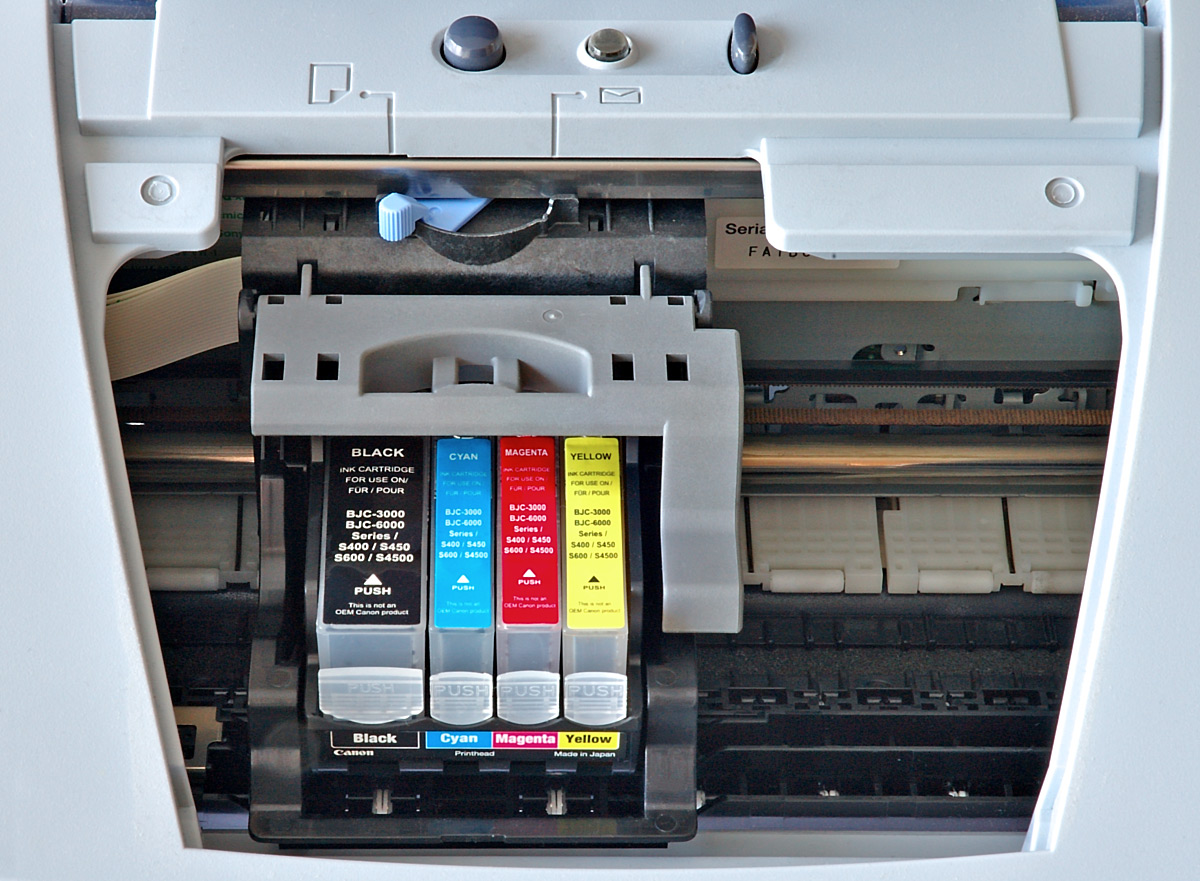
1977. Imprimanta cu jet de cerneală.

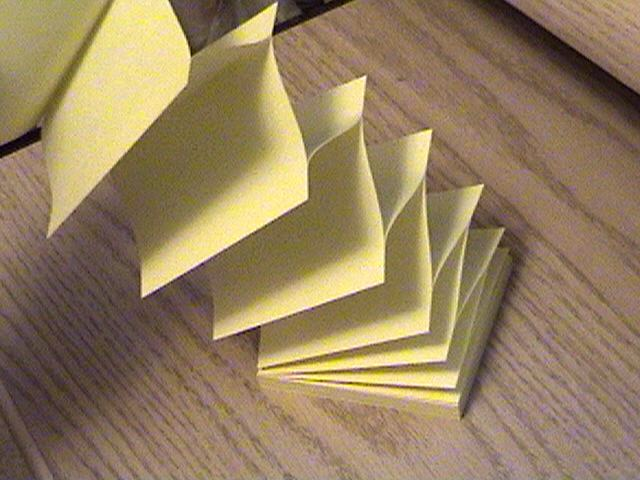
1980. Post-it.

Acesta este o colecție de descoperiri, invenții și inovații accidentale, realizate ca urmare a unor circumstanțe neprevăzute sau întâmplătoare. Sub influența cărții Serendipity: Accidental Discoveries a lui Royston Roberts,  astfel de descoperiri sunt denumite serendipitate. Sub acest concept sunt reunite descoperiri și inventii accidentale extrem de diferite precum elicea bărcilor cu motor – rezultat al unui accident real – dar si descoperirea penicilinei de către Alexander Fleming (care a știut să-i exploateze proprietățile terapeutice) sau chiar descoperirea cu șansă a peșterii din Lascaux sau a manuscriselor de la Marea Moartă. Serendipitatea apare adesea – pur și simplu – ca un mod irațional de a realiza descoperiri, invenții și inovații: 
- accidental;[1]
- printr-o combinație de circumstanțe;[2]
- din greșeală;[3]
- prin noroc chior;[4]
- din neîndemânare;[5]
- din neatenție;[6]
- prin neglijență profesională;[7]

Impactul economic, social și cultural al acestor descoperiri, invenții și inovații făcute accidental sau întâmplător nu are nimic de-a face cu notorietatea lor mediatică. 

## În geografia maritimă

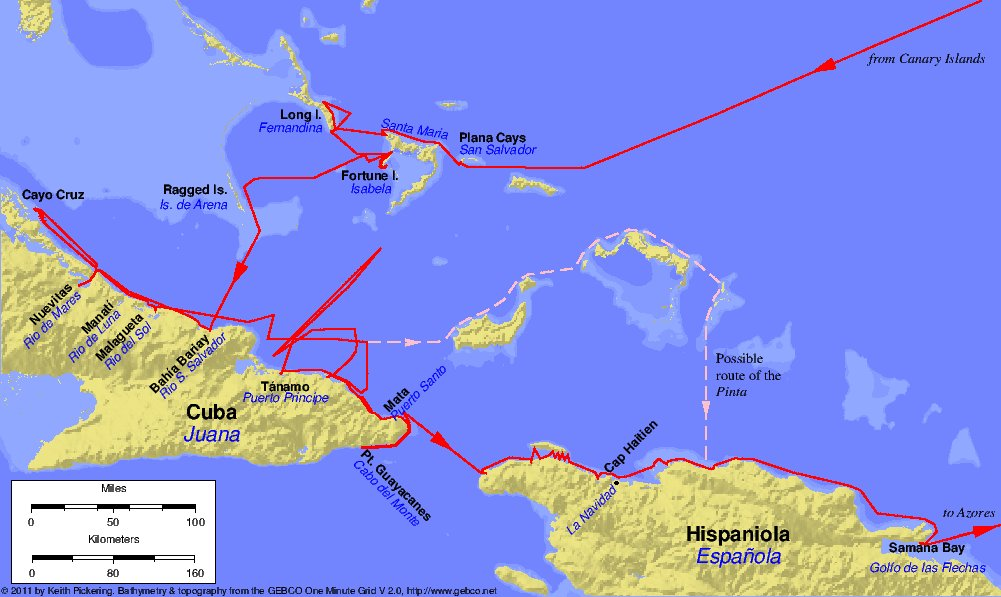
1492. Prima călătorie a lui Cristofor Columb. Acesta descoperă El Salvador și apoi Cuba, ca urmare a unei estimări greșite cu aproximativ 10.000 km.

Majoritatea insulelor au fost descoperite întâmplător. 
- 1492. America, descoperită pe 12 octombrie de către Christofor Columb în timp ce căuta să ajungă în Japonia (Cipango) și China (Cathay) pe calea Ponantului (prin vest). Atribuirea descoperirii este totuși controversată, în special pentru că niciodată Columb însuși nu a recunoscut că a găsit un nou teritoriu, fiind convins că a ajuns mai degrabă la o mică parte cunoscută din Asia de Sud-Est numită "Indiile de Est" .
- 1498. Vasco da Gama, considerat primul european care ajunge la Indiile Orientale pe mare, ocolind Capul Bunei Speranțe.
- 1502. Insula Sfânta Elena .
- 1522. Descoperirea Australiei de către exploratorul portughez Cristóvão de Mendonça în timp ce căuta o rută ocolitoare în jurul insulei Java. Chinezii o descoperiseră deja în secolul al XII-lea, fără însă a o explora vreodată sau a pune piciorul pe ea.
- 1535. Descoperirea Insulelor Galápagos pe 10 martie de către dominicanul Tomas de Berlanga, al patrulea episcop de Panama. Se angajase în Peru pentru a soluționa o dispută între Francisco Pizarro și locotenenții săi. Vântul s-a oprit, nava lui a început să devieze de la traiectoria dorită și curentul la împins spre insule.
- 1606. Tahiti.
- 1687. Insula Pastelui. Primul european care a văzut insula a fost Edward Davis în timp ce înconjura Insulele Galapagos spre Capul Horn. El a văzut insula întâmplător și a crezut că a găsit legendarul „continent sudic”, dar nu a debarcat.
- 1772. Insulele Kerguelen descoperite de Yves Joseph de Kerguelen de Trémarec.
- 1774. Noua Caledonie.
- 1778. James Cook descoperă din întâmplare Hawaii în timp ce căuta ruta de nord-vest.

## În geografia terestră
- 1848. Goana după aur: James Wilson Marshall, un dulgher, construiește o fabrică de cherestea în Sierra Nevada pe râul american din Coloma pentru John Sutter. La 24 ianuarie, el inspectează pârâul la marginea atelierului său. Atenția i-a fost atrasă de pâlpâirile de pe fundul pârâului. Astfel, împotriva voinței sale, declanșează goana după aur din California.
- 2000. izvoarele hidrotermale (câmpul hidrotermal din Lost City), descoperit de Kelley, Karson și Gretchen Früh-Green, aflați într-o expediție pentru a studia modul in care s-a format muntele Atlantis și a fost alterat de-a lungul timpului. La 4 decembrie, la sfârșitul expediției, cu ajutorul unei camere optice, au observat o fractură în manta stâncoasă, un horn hidrotermal.

## În astronomie
- 1802. Asteroidul (2) Pallas de Heinrich Olbers. Descoperit accidental pe 28 martie de către Heinrich Olbers în timp ce astronomul încerca să găsească Ceres în baza predicțiilor orbitale ale lui Carl Friedrich Gauss. Charles Messier fusese primul care l-a observat în 1779 în timp ce urmărea traiectoria unei comete, dar a considerat obiectul ca fiind o stea de magnitudine 7.
- 1967. Pulsarii, de Jocelyn Bell și Antony Hewish. Pulsarii au fost descoperiți oarecum întâmplător de către Antony Hewish și studentul său Jocelyn Bell, care studiau fenomenele de scintilație refractivă în câmpul frecvenței radio și – prin urmare – aveau nevoie de un instrument de măsurare a variațiilor unui semnal radio de durată scurtă (o fracțiune de secundă). Instrumentul a făcut astfel posibilă detectarea variației periodice a obiectelor care s-au dovedit a fi pulsari.
- 1977. Inelele lui Uranus. Descoperirea sau redescoperirea inelelor lui Uranus a fost efectuată întâmplător la 10 martie de către astronomii James L. Elliot, Edward W. Dunham și Douglas J. Mink. Astronomii au vrut să folosească ocultarea stelei SAO 158687 de către Uranus pentru a studia atmosfera acestei stele. Analiza observațiilor lor a indicat că steaua a fost mascată de cinci ori înainte și după ocultarea de către Uranus; cei trei astronomi au concluzionat că există un sistem de inele înguste.
- 2016. În septembrie, astronomul amator Victor Buso a surprins accidental imaginile din faza timpurie a supernovei SN 2016gkg în timp ce calibra noul său material astronomic.[8][9]

## În arheologie
Există două moduri de a face descoperiri arheologice: metoda (descoperirea Troiei, mormântul lui Tutankhamun, bustul lui Nefertiti etc.) și întâmplarea (sau șansa). Arheologii au beneficiat adesea de serendipitate pentru a descoperi mărturiile trecutului. 
- 1592: Ruinele din Pompei .
- 1709: Orașul Herculaneum a fost îngropat de Vesuviu în anul 79. Ruinele sale au fost descoperite întâmplător în 1709.
- 1799: Piatra din Rosetta . Datând din 196 î.Hr. și expusă inițial într-un templu, această stea gravată a fost probabil mutată la începutul erei creștine sau în timpul Evului Mediu și ulterior a fost folosită ca material de construcție pentru a întări Fort Julien lângă orașul Rashid (Rosette), în Delta Nilului. În timpul campaniei din Egipt a lui Napoleon Bonaparte, acesta a fost redescoperită pe 15 iulie (în timpul lucrărilor de terasare) de către un ofițer francez, locotenentul de geniu Pierre-François Bouchard, care a înțeles imediat importanța acesteia.

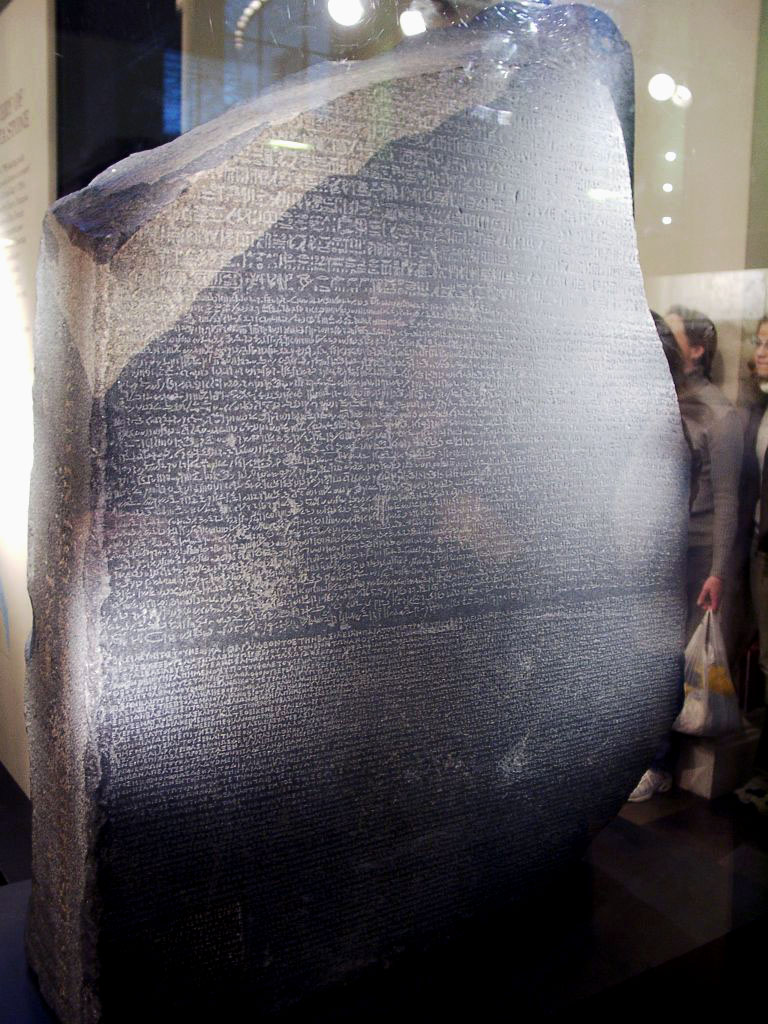
1799. Piatra Rosetta.

- 1820: Venus de Milo descoperită accidental de către un țăran aflat în căutare de pietre pentru a construi un zid în jurul terenului său.

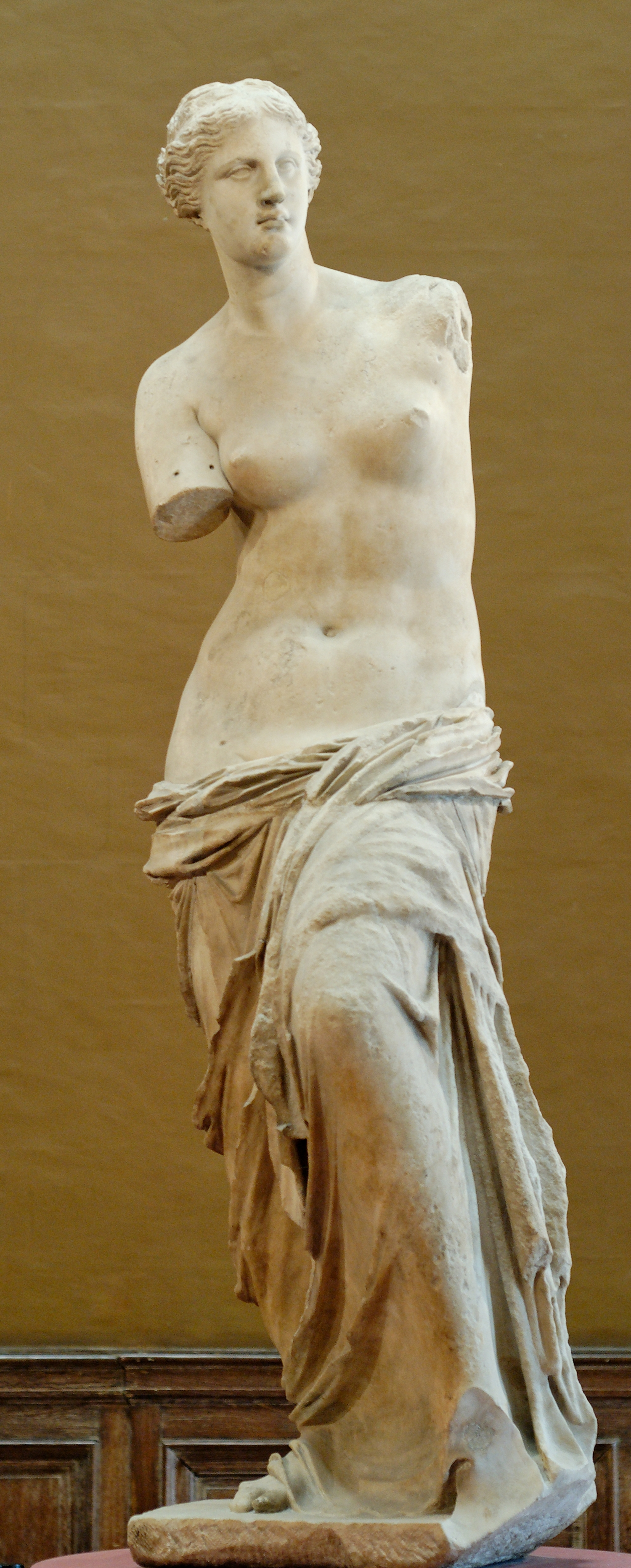
1820. Venus de Milo, adusă la lumină accidental de către un țăran.

- 1867: Descoperirea astrolabului, numit astfel de către Samuel de Champlain.
- 1887: Tablițele din Amarna au fost descoperite de către un țăran în Egipt. S-au descoperit câteva sute de tablete cu inscripții cuneiforme, reprezentând o corespondență din jurul anului 1360 î.Hr. între Akhenaton și conducătorii Siriei și Palestinei, precum și cu regii Babilonului, Asiriei și Mitanni.
- 1911: Machu Picchu.
- 1939: Descoperirea întâmplătoare a Tanisului de către Pierre Montet, care căuta Pi-Ramses (capitala dinastiei a XlX din Egipt) și Avaris (capitala Hyksos). Acest eveniment a fost umbrit de izbucnirea celui de-Al Doilea Război Mondial.

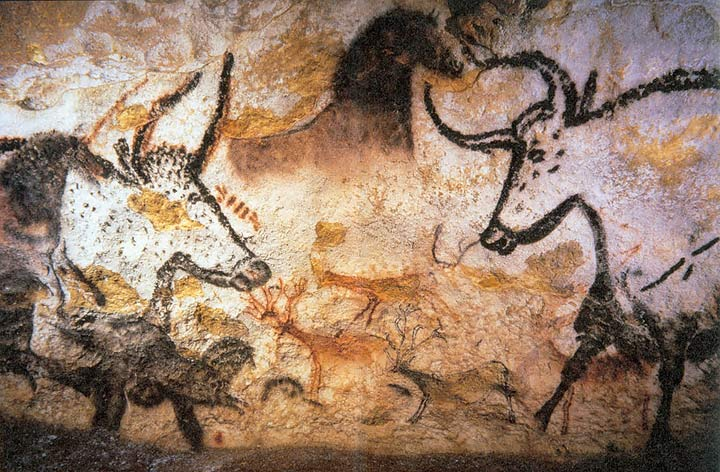
1940. Peștera din Lascaux, descoperită din întâmplare, datorită unui câine care urmărește un iepure.

- 1940: Descoperirea peșterii din Lascaux, la 12 septembrie. Datorită câinelui său, care intrase într-o grotă în timp ce urmărea un iepure, tânărul Marcel Ravidat și trei tovarăși ai săi au descoperit peștera Lascaux, lângă Montignac. Stupefiați de faptul că găsit picturi pe pereți, îi avertizează pe profesorul lor, Léon Laval. Câteva zile mai târziu, Henri Breuil (expert în preistorie) certifică faptul că acestea sunt picturi rupestre datând din paleoliticul superior. Denumită „Capela Sixtină din Périgordien”, situl este clasificat drept monument istoric la 27 decembrie 1940.
- 1947: Mabuscrisele de la Marea Moartă.

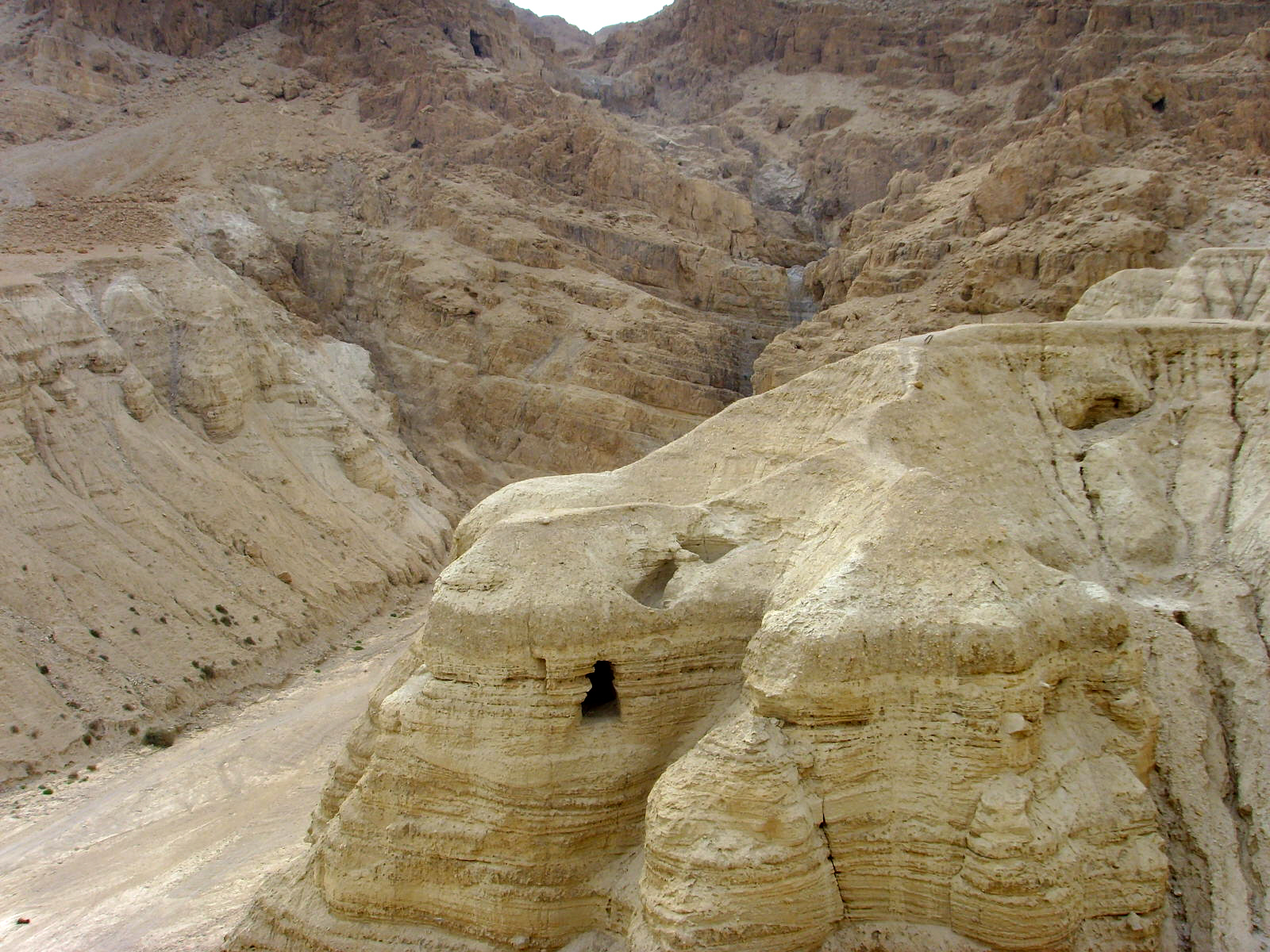
1947. Una dintre pesterile în care s-au găsit întâmplător manuscrisele de la Marea Moartă.

Manuscrisele de la Marea Moartă au fost descoperite întâmplător de către doi tineri beduini din regiunea Qumran. În multe peșteri cu vedere la Marea Moartă, săpăturile au dezvăluit aproape o sută de mii de fragmente din vechi texte evreiești, împărțite în 870 manuscrits diferite, dintre care 220 sunt texte biblice ale Vechiului Testament.
- 1952: o piramida maya (Chiapas, Mexic) este descoperită întâmplător de către arheologul A.R. Lhuillier.
- 1975: Trei mii de statui de soldați sunt descoperite în China de către un grup de țărani care săpau un puț. Aceasta reprezintă descoperirea mausoleului împăratului Qin, un imens mormânt (20000 m2) al primului împărat Qin Shihuangdi, lângă Xi'an. Conține statuile a peste șase mii de soldați și cai în teracotă de dimensiuni naturale. Început în 221 î.Hr., construcția site-ul ar fi durat 36 de ani și se prsupune că circa 700000 de muncitori ar fi contribuit la acestă operă. Războinicii au toți fețe diferite și sunt înarmați, dispuși în formație de luptă.

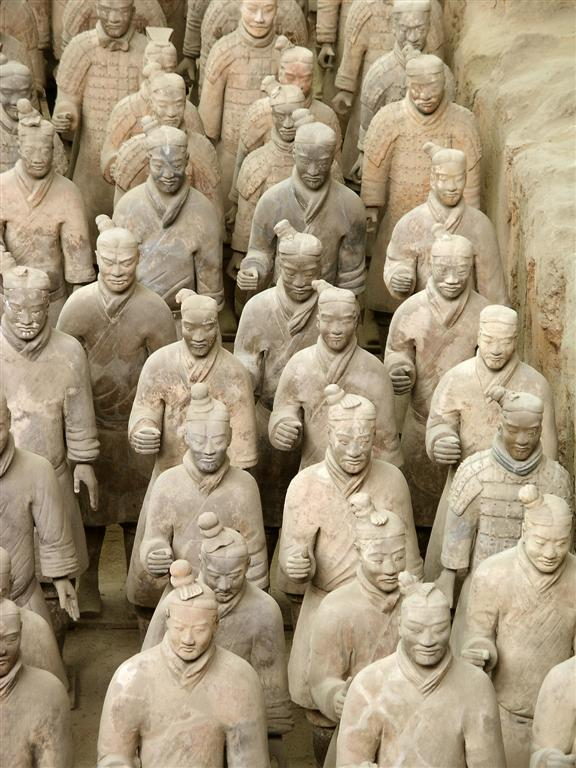
1975. Mausoleul împăratului Qin

- 1980: peșterile din Valea Florentină, Tasmania descoperite din întâmplare.
- 1985: epava Titanicului. Scopul original al expediției a fost acela de a cerceta a două submarine nucleare americane.
- 1991: Scafandrul Henri Cosquer a descoperit din întâmplare pe fundul marii peștera care îi poartă numele lângă  Marsilia.
- 1994: 18 decembrie, descoperirea peșterii Chauvet. Jean-Marie Chauvet, Éliette Brunel și Christian Hillaire au descoperit o peșteră preistorică la Ardèche, decorată cu picturi din paleoliticul superior și plină cu oase de animale.
- 1997: descoperirea Nécropolis. Jean-Yves Lempereur a fost chemat pe 27 iunie de către directorul muzeelor și siturilor arheologice din Alexandria. Construcția drumului ce lega portul de vest al orașului cu drumul din Cairo a condus la această descoperire fortuită a orașului dispărut al Alexandriei. Planul general al orașului antic, cu cursul arterelor sale, s-a dovedit a fi în concordanță cu modelul străzilor proiectat de Dinocrate din Rhodos, primul arhitect urban.
- 1998: Jean-Claude Bianco, un pescar din Marsilia, a găsit în năvod un ban de argint gravat în numele Sfântului Exupery. Doi ani mai târziu, Luc Vanrell, un scafandru profesionist, a identificat resturile unui avion la  adâncimea de 85 m  lângă insula Riou.

## În paleontologie
- 1852. Peștera lui Aurignac. Un lucrător agricol, Jean-Baptiste Bonnemaison, ocazional transportator, căutând materiale pentru piatra de drum, a descoperit o cavitate în valea Rodes (sau Rhodos) din Aurignac. Descoperă un numărimportant de schelete umane.

- 1856. Omul din neanderthal.

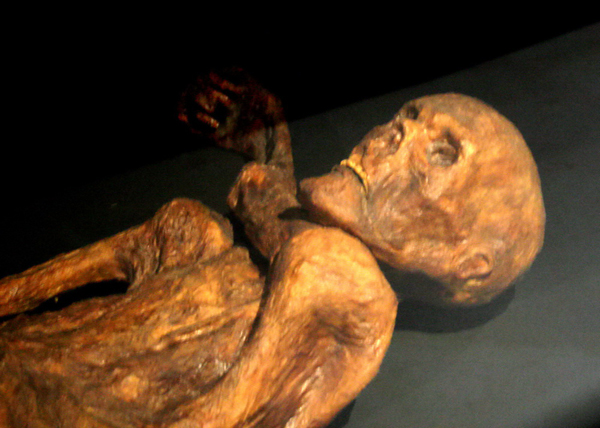
1991. Descoperirea întâmplătoare a lui Ötzi, o mumie naturală înghețată.

- 1878. Descoperirea Iguanodon de Bernissart, 1 aprilie. În Belgia, minerii au descoperirit 29 de schelete de iguanodoni perfect conservate la 322 m adâncime.
- 1895. Situl preistoric La Ferrassie, ca urmare a terasării unui drum. În 1909, Denis Peyrony a descoperit primul schelet uman.
- 1991. Pe 20 septembrie, doi excursioniști germani, Erika și Helmut Simon, descoperă accidental Ötzi, o mumie naturală înghețată. Aflați în Alpii italieni, la 3210 m au găsit rămășițele unui om care a trăit acum 5300 de ani și care a fost conservat de temperatura scăzută.

## În chimie

### Rezultate fundamentale
- 1811. Descoperirea accidentală a iodului de Bernard Courtois.
- 1963. Electronul hidratat. Descoperirea și analiza rolului speciilor de viață scurtă (cum ar fi electronul hidratat) au oferit o mai bună înțelegere a chimiei radiațiilor. Această descoperire se datorează chimistului Edwin Hort care a desfășurat experimente de iradiere a apei.

### Materiale plastice
Polimerii organici artificiali au fost folosiți timp de secole sub formă de rășină sau gumă. Leonardo da Vinci a experimentat utilizarea acestora, acoperind diferite materiale naturale sau fabricate. La sfârșitul secolului al XIX- lea, cauciucul natural provenit de la arborele de cauciuc a fost utilizat pe scară largă. În cele din urmă, inventatorii au învățat să îmbunătățească polimerii naturali. Charles Goodyear a descoperit vulcanizarea (tratament termic asupra latexului). 

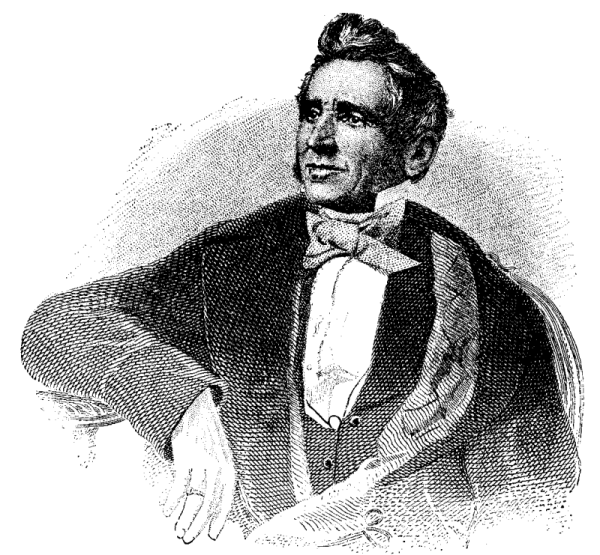
Charles Goodyear a dezvoltat vulcanizarea cauciucului natural (latex).

- Vulcanizarea cauciucului de către americanul Charles Goodyear. Din neatenție, „a scăpat o bucată de latex acoperită cu floare de sulf într-o sobă de cărbune. În cele din urmă, produsul se aprinde. Cu stomacul întors pe dos, el aruncă produsul pe fereastră, în zăpadă. "Dimineața, luând obiectul, el constată că materialul are o mare elasticitate”.[10] Vulcanizarea constă astfel în topirea cauciucului natural (derivat din latex) cu sulf. Acesta este cauciucul pe care îl cunoaștem, mai dur, mai rezistent la abraziune, mai elastic, mai puțin sensibil la temperatură, impermeabil la gaz și foarte rezistent la acțiunea substanțelor chimice și a curentului electric.
- 1856. Celuloidul. Un englez pe nume Alexander Parkes, chimist și metalurgist, a dezvoltat un „fildeș sintetic”, pe care la comercializat sub numele de Parkesine. Acesta era făcut din celuloză tratată cu acid azotic și un solvent . După solidificare, materialul a devenit asemănător cu fildeșul.

- 1884. Viscoza (mătase artificială), dezvoltată la Paris în 1884 de Louis Marie Hilaire Bernigaut, contele de Chardonnet, care căuta o modalitate de a face mătase. El a studiat viermii de mătase și a făcut presupunerea că ar putea găsi o formulă lichidă pentru a scoate fibra prin mici orificii cu ajutorul solvenților. El a numit acest nou material Rayon în 1924 .
- 1898. Polietilena este un caz de coincidență indusă. A fost sintetizată accidental, de chimistul german Hans von Pechmann, prin încălzirea diazometanului în 1898. Ideea a fost aceea de a testa efectul combinației de presiune și temperatură asupra unor gaze. Prin folosirea gazului de etilenă, ca și în cazul descoperirii teflonului, consideră rezultatul drept un produs rezidual. Colegii săi, Eugen Bamberger și Friedrich Tschirner, au analizat substanța albă ceroasă, remarcând lanțurile lungi -CH2- și l-au numit polietilenă. Nu aveau idee despre posibilitatea folosirii acestor deșeuri.

Totuși, într-o zi serendipitatea scoate în evidență acest nou polimer. J.N. Dean, director executiv al British Telegraph Construction and Maintenance Company, a auzit despre acest nou material polimeric și l-a testat pentru izolarea liniilor telefonice. Succesul dovedit a permis consolidarea cercetării asupra acestui produs.

### Chimie organică
- Sinteza chimică a ureei (prima moleculă sintetică) de către Friedrich Woehler.
- Compuși organometalici de Edward Frankland-

### Chimie naturală
- 1892. Utilizarea diatomitei ca bactericid de origine biologică.